# Onthophagus viridis
Onthophagus viridis är en skalbaggsart som beskrevs av Ménétriès 1832. Onthophagus viridis ingår i släktet Onthophagus och familjen bladhorningar. Inga underarter finns listade i Catalogue of Life.